# Tepetlaoztoc
Tepetlaoztoc ou Tepetlaoxtoc ( Nahuatl pour « tepetate -grotte lieu »,  ) est un site archéologique situé dans la région du plateau central du Mexique en Méso-Amérique. C'est une colonie aztèque / nahua pendant la période post-classique tardive de la chronologie mésoaméricaine, avec une occupation qui se poursuit tout au long de la période coloniale. Le site est situé dans la vallée de Mexico, au nord-est de Texcoco.
Dans les années 1970, la zone est relativement peu développée et on peut encore distinguer sur des photographies aériennes les lignes de champs et le système d'irrigation du XVIe siècle dessinés dans le Codex de Santa María Asunción (manuscrit de la Biblioteca Nacional ) et le Codex Vergara . De même, on a pu localiser de nombreux  hameaux tributaires de Tepetlaoztoc, et nous pouvons retrouver les soubassements des murs de leurs maisons. Au moment des travaux de William T. Sanders dans les années 1990, le développement a largement détruit ces vestiges.